# 亞歷山德里夫卡 (巴什坦卡區)
47°33′37″N 32°58′27″E / 47.56028°N 32.97417°E
亞歷山德里夫卡（烏克蘭語：Олександрівка），是烏克蘭南部的村莊，隸屬尼古拉耶夫州的巴什坦卡區。該村始建於1800年，面積0.53平方公里，海拔高度40米，2001年人口403，人口密度每平方公里760.4人。